# Ibn Turka
Sainadim ibne Maomé Turca de Ispaã e Cujande (em persa: صائن الدين علی بن محمد ترکه اصفهانی خجندی; romaniz.: Ṣāʾin al-Dīn ʿAlī ibn Muḥammad Turka Iṣfahānī Khujandī; nome completo: Ṣāʾin al-Dīn Abū Muḥammad ʿAlī b. Afżal al-Dīn Muḥammad b. Ṣadr al-Dīn Abī Ḥāmid Muḥammad Turka Iṣfahānī Khujandī) (1369–1432), conhecido simplesmente como Ibn Turka, Khwāja Turka Iṣfahānī ou Ṣāʾin-i Turka, foi um cádi xafiita, professor e filósofo islâmico.
Suas obras impulsionaram uma difusão científica junto a um humanismo religioso. Tornou-se o mais influente ocultista do Irã timúrida ao sistematizar e difundir na ideologia e prática imperial do Islamicado pós-mongol a então corrente magia de letras-números chamada de "letrismo", erguendo-a a um sistema monista teológico próprio ('ilm al-tawḥīd) segundo os moldes akbarianos e de influência neopitagórica. Ele considerou o letrismo a ciência suprema universal. Esse projeto teve grande influência sobre a prática literária, a filosofia, astronomia, historiografia e teoria política do Persianato até pelo menos o século XVII.

## Biografia
Era filho de Afzal al-Din Turka. A família Turka (cujo nome significa "pequeno turco") tinha dentre membros notórios juízes e acadêmicos isfahanis. Dela Ibn Turka herdou a posição de juiz chefe xafiita na cidade.
Sainadim e sua família foi levada a Samarcanda após sua cidade natal, Isfahã, ser conquistada por Tamerlão em 1387.
Após Samarcanda, viajou durante 15 anos (de 1393–1408) por locais como Meca e Bagdá, mas nesse ínterim de maior importância foi sua estadia no Cairo, a capital mameluca. Lá, foi um protegido e representante do alquimista letrista Sayyid Husayn Ahlati, que foi médico pessoal de Barcuque e mestre de alguns dos mais influentes ocultistas no Persianato do início do século XV.
Após a morte de Tamerlão, ele retorna a Isfahã em 1408, onde começa a lecionar. Depois, torna-se membro da corte de Pir Maomé em Xiraz.
Após o assassinato de Pir Maomé, seu irmão Iscandar assume o poder e, de 1409 a 1412, Ibn Turka faz parte de sua corte em Isfahã. Este sofre perseguições por inveja de rivais, precisando se mudar a Xiraz.
Iscandar foi o primeiro patrono timúrida de Ibn Turka: o sultão era adepto das ciências ocultas e financiava massivamente letristas e astrólogos-astrônomos. Porém, sofreu derrota e foi destituído por seu tio, Xaruque, em 1414.
Foi no período a partir desse momento, até 1422, que ele tentou tentou se afastar da vida pública. Em 1415, renuncia-a após a execução de seu antigo patrono Iscandar e passou a se dedicar aos seus escritos.
Este, porém, mostrou ser um período em que passou por intensos conflitos intelectuais, conforme escreve em suas apologias Nafsat al-masdur-i avval e Nafsat al-masdur-i duvvum ("Primeiro" e "Segundo Escarro Tubercular"). Já amplamente difundido em terras persas em uma vasta rede, sua fama acabou por levar a acusações por rivais e à destruição de sua carreira. Foi acusado de sufismo e criticado por seu interesse em ciências ocultas. Por volta de 1422, passou por processos inquisitoriais quando seus oponentes geraram duas acusações contra ele na corte de Iscandar. Inicialmente foi denunciado sob a acusação de seu viés sufista; mas foi considerado inocente por Xaruque, que o afastou do ambiente hostil de Isfahã e estabeleceu-o como juiz em Iazde, onde passou por anos calmos escrevendo.
Sofreu uma terceira e última inquisição em 1427, quando foi novamente convocado a Herate, desta vez para se defender das acusações de hurufismo, junto a outros intelectuais letristas, após uma conspiração de assassinato contra Xaruque por um membro hurufita. Isso não era verdade, pois Ibn Turka expressou abertamente sua devoção ao credo xafeíta e se pôs distante do hurufismo e do sufismo organizado, considerando a vertente antinomiana deste uma heresia. Foi, no entanto, condenado, destituído de suas propriedades, aprisionado e torturado, terminando em exílio. Passou seus anos finais buscando reconciliação com Xaruque, o patrocínio de figurões e escrevendo tratados. Afinal, recebeu a promessa de restituição pelo sultão timúrida, retornando a Herat, porém sua situação permaneceu indefinida. Lá Ibn Turka faleceu em 1432.
Ele foi marido de várias esposas e teve 10 filhos (3 homens e 7 mulheres).

## Filosofia
O sucesso da filosofia de Ibn Turka foi póstumo, pois viveu durante um período político e ideológico tumultuado que incluiu a ascensão de visões competidoras, como o takfirismo e o movimento político sufi Ḥurūfiyya.
As obras de Ibn Turka receberam grande demanda por parte de governantes islâmicos (de Istambul a Deli), e, junto a confrades letristas, ele se constituiu parte de uma rede de ocultistas neopitagorizantes entre os impérios islâmicos, a qual se referia nos escritos e correspondências como "Os Novos Irmãos da Pureza" (ikhwān al-ṣafāʾ wa-khullān al-wafāʾ).

Em história comparada, a época via um humanismo islâmico análogo ao que aconteceria décadas depois no humanismo renascentista da Europa: ambos partilharam de um movimento cultural amplo envolvendo todos os campos das ciências, artes, filosofia, religião e política, incluindo os interesses ocultistas. Matthew Melvin-Koushki compara Ibn Turka ao pai do humanismo europeu Pico della Mirandola:  este último utilizou a Cabala como ciência humana suprema, enquanto Ibn Turka desenvolveu o sistema próprio islâmico de letrismo cognato ao judaico, naquilo que ele também considerava a ciência humana suprema. Assim, Ibn Turka foi um expoente do humanismo que adotou uma síntese filosófica, científica, bem como ocultista, similar àquela que ocorreria 70 anos depois na Europa. Segundo Melvin-Koushki, Ibn Turka também compartilhava do princípio de coincidentia oppositorum (majmaʿ al-aḍdād) encontrado em alguns dos renascentistas: 
"Um dos primeiros pensadores muçulmanos modernos a desenvolver exatamente uma doutrina antropocêntrica, porém evolutiva, perenialista, porém progressivista, chauvinista, porém concordista, elitista, porém democratizante, científica, porém literária, filológica, porém política, helênica, porém, abraâmica e, acima de tudo, ocultista."
Mohammad Taqi Danesh Pajouh chamou Ibn Turka de "o Spinoza do Irã" por seu projeto filosófico revolucionário, sendo comparável o monismo e panenteísmo de ambos.
Ibn Turka era de posição sunita que aceitava credos do xiismo duodecimano, buscando uma unificação da história profética. Advogava por um "sunismo científico".
Seus escritos inspiraram uma virada na filosofia safávida, partindo da síntese helenística-árabe já consolidada por filósofos anteriores e expandindo com um tom perenialista mais antigo até à filosofia de sábios pré-socráticos. A partir disso foram incorporados novos textos e fragmentos deles na intelectualidade corrente.

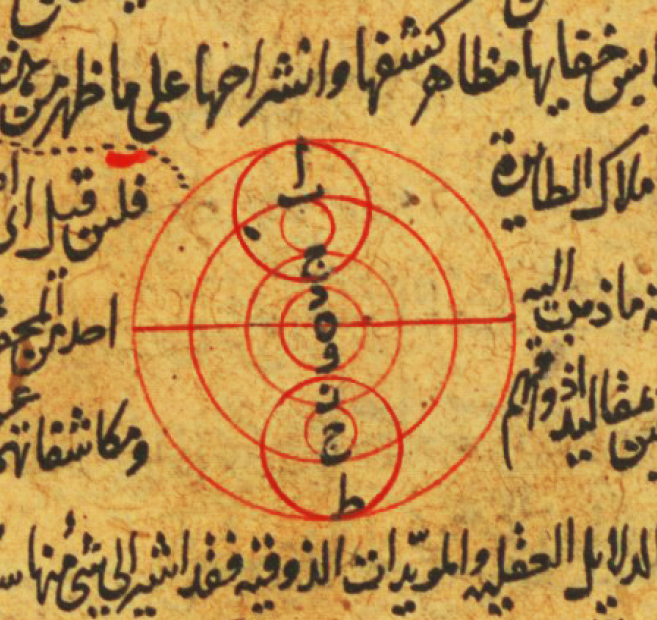
Diagrama cosmológico letrista no "Livro dos Inquéritos" de Ibn Turka (1420). Manuscrito Majlis 10196, fólio 63a (1424-1435).

Em seu projeto filosófico, sintetizou a filosofia peripatética e iluminacionista com a teoria de Ibn Arabi. Nele, encabeçava a arte do letrismo árabe (em árabe: عِلْم الْحُرُوف, translit. ʿilm al-ḥurūf, lit. 'ciência das letras'), a qual era uma prática desenvolvida desde o século IX que tinha aspectos ontológicos consagrados segundo os Nomes de Alá, sendo direcionada para o retorno ao Um; e de adivinhação baseada no valor das letras, conforme encontradas tanto na codificação corânica quanto na metafísica gramatical-astral em que o cosmos alegadamente se estrutura.

Embora as obras akbarianas sirvam de base teórica ao letrismo, foi a aplicação tecnológica dele que Ibn Turka avançou, em um uso matemático e talismânico dos nomes divinos encontrados no Corão. Ibn Turka descreveu uma divisão dessa ciência entre ahl al-taḥqīq (a linha teórica segundo a teologia de Ibn Arabi) e ahl al-khawāṣṣ (o uso prático segundo Ahmad al-Buni), e realizou uma síntese de ambas, sistematizando-a como uma reunião de metafísica com física e aplicando-a à filosofia política.
"Dado que a ciência das letras é uma ciência universal compreendendo inúmeras outras ciências sob sua égide, cada uma delas importante e digna de propósito em seu próprio direito, os praticantes desta ciência naturalmente se enquadram em vários campos. De um modo geral, no entanto, eles podem ser divididos em dois grupos abrangentes. O primeiro e mais conhecido grupo consiste naqueles que se preocupam com as propriedades ocultas das letras (ahl-i khawāṣṣ). (…) O segundo grupo consiste daqueles que estão preocupados com as realidades subjacentes às letras (ahl-i ḥaqāyiq)."
―"Das Letras" (R. Ḥurūf) (1414).
Ele punha o letrismo fundamentado em taḥqīq (lit. "fazer o real ou verdadeiro") e como culminância dele: este era um princípio que tornava a ciência das letras ao mesmo tempo a mais transcendente e a mais empírica, superando as ciências antigas. Ibn Turka define por objetivo: "investigar a tudo no cosmos, tanto universais quanto particulares, e sua categorização por meio desta ciência".

A sua gramatologia consistia de uma dimensão numerológica, uma simbológica, fonológica e a da essência das letras em si, bem como sua relação com a manifestação no Uno e na multiplicidade.
"Meu irmão (que Alá o apoie com Seu espírito santo), saiba que os nomes divinos são infinitos, mas as chaves para [todos esses] nomes estão na forma falada das letras. A existência dos nomes está, portanto, nas letras; a existência das letras na respiração; a existência da respiração humana no espírito; a existência do espírito no coração; e a existência do coração pertence Àquele que Faz Voltar os Corações. A multiplicidade dos nomes do Real torna-se aparente em seus locais de manifestação, mas com relação ao próprio Real (Sua majestade seja exaltada) não há múltiplo nem singular."
―R. Asrār-i Ḥurūf
"A é a origem das letras, e seu movimento reto vertical deriva de sua autossubsistência. O autossubsistente existe sem subsistir através de qualquer outra coisa―tudo o mais subsiste através dele."
―R. Asrār-i Ḥurūf
"As entidades das letras, que se manifestam no mundo dos elementos, carregam uma conexão com esses elementos; embora existam muitas causas, os elementos são os mais imediatos de todos. Os elementos originam-se temporalmente dos movimentos das esferas, e estas se dividem em 28 casas. A produção de letras de um indivíduo que respira é por meio de sua respiração. [Assim produzidas], elas ainda retêm uma correspondência com os elementos; a respiração humana envolve expelir ar quente de dentro para fora e inspirar ar frio de fora para dentro. O cosmos originou-se do sopro do Todo-misericordioso, pelo qual todas as coisas são trazidas do invisível para o visível e retornam do visível para o invisível. Dada sua correspondência com os elementos, a respiração humana toma forma de acordo com as casas celestiais e se manifesta no plano mais perfeito dos produtos das 28 letras conforme derivadas das 28 casas."
―R. Asrār-i Ḥurūf
Sua cosmologia difere daquela dos iluminacionistas e peripatéticos, que afirmavam, respectivamente, os princípios de essência e existência e da modulação transcendente do ser como originários dos entes. No mesmo lugar do conceito iluminacionista de Luz, ele punha a letra matemática incriada (ḥarf)  e sua modulação transcendente como origem das emanações a partir do Um, criando, em ordem, as esferas do extramental, do matemático-mental, do aural-falado e do visual-escrito.
"a existência não pertence ao que compreende seu próprio oposto de forma integral, abrangente, [isto é], de tal forma que, no equilíbrio de sua integralidade, ambos os lados da oposição [vindo] abaixo dela sejam equivalentes (...) Consequentemente, ela [isto é, a existência] não pode ser o objeto da sabedoria absoluta, a cuja investigação nos dedicamos neste nosso livro (...) Ela [isto é, o objeto da sabedoria absoluta] é "letra" considerada absolutamente, pois compreende todos os opostos, tanto os existentes quanto os inexistentes ou impossíveis, de forma integral. Além disso, ela [isto é, a letra] permanece igual ao Todo de uma maneira direta, tanto existencial quanto noeticamente―[isto é], de maneira que ela [isto é, a letra] não tem nenhuma inclinação para nenhum dos dois opostos."
―"Livro dos Inquéritos" (Kitab al-Mafāḥiṣ)
Em seu esquema do conhecimento, considerava o letrismo superior ao caminho preparatório do sufismo (ʿilm al-taṣawwuf), fazendo uso de analogia erótica em que compara o letrismo a uma forma intelectual da maturidade, semelhante àquela orgânica capaz de desempenhar a relação sexual humana. Assim como seus contemporâneos, utilizava do conceito de "amor cósmico" em referência à força natural e universal de atração, citando constantemente o conceito sufi al-nikāḥ aljārī fī jamīʿ al-dharārī ("o ato de casamento que pervade todos os átomos"), o qual aplicou também à civilização com ímpeto humanista cosmopolita.
"aquele a quem é concedido que o brilho negro desses rabiscos dê à luz dos batedores de sua visão e escrutínio o poder de compreender uma cor desse tipo pode, assim, juntar-se às fileiras daqueles que entendem a linguagem da nova geração e que partilham das noivas da câmara nupcial das letras, a eterna Fala. Nesse processo, atinge-se o tipo de maturidade exclusivo dos seres humanos, distinto da maturidade meramente física dos animais, que é tudo o que o comum do povo conhece."
―"A Conclusão; ou, Sufismo versus Letrismo" (Anjām, yā Taṣavvuf va ḥurūf) (1425)

### Impacto político e social
Sua obra foi definidora do etos dos projetos políticos e civilizatórios na filosofia islâmica pós-mongol, principalmente no Irã Safávida. Seu sistema filosófico serviu de modelo oculto-científico a um universalismo imperial e soberania baseada em milenialismo, promovendo o ensino filosófico dos governantes e a matematização da astronomia.
Empenhou-se em democratizar e desesoterizar as ciências ocultas. Foi o primeiro acadêmico islâmico a privilegiar ontologicamente a escrita em lugar da oralidade. A importância que conferia ao letrismo e seu impacto foi grande responsável pela cultura letrada e dos enigmas que se difundiu no Persianato a partir da metade do século XV.
Seguindo os modelos de Salomão, Platão e Alexandre, o Grande, os tratados persas de Ibn Turka tinham o objetivo transformar os senhores da guerra islâmicos em reis-filósofos santos, com direito legitimado, segundo ele, cientificamente pelas provas do letrismo e da astrologia. Dentre os patronos timúridas a que intencionava se dirigir, Iscandar e Ulugue Begue tornaram-se cientistas, e Xaruque, um homem das artes.
Ibn Turka utilizava a teoria de Ibn Arabi sobre o Homem Prefeito (Insān al-Kāmil) como microcosmo a ser atingido neste mundo. Ibn Arabi afirmava que toda geração possuía um único homem santo que atuava como "Polo" ou eixo do mundo (quṭb). Ibn Turka tentou exortar seus patronos timúridas a se realizarem como homens perfeitos, por meio de um currículo de sete gradações: primeiro passando pelas ciências tradicionais e religiosas, depois a teologia dialética, a filosofia peripatética, a filosofia iluminacionista, o sufismo e, por fim, o letrismo, cuja maestria garante o poder sagrado da linhagem dos Imãs (walāya).
O vácuo de modelo de legitimação dos governantes no Islamicado deixado após as conquistas mongóis da Ásia acabou, então, preenchido conforme o monoteísmo absoluto (tawḥīd) aos moldes letristas dos Novos Irmãos da Pureza e a elevação de Ibn Arabi como sua autoridade máxima, iniciada pela recepção de Ibn Turka. Os líderes islâmicos buscaram novos títulos e emblemas de legitimidade e Ibn Turka foi um dos grandes responsáveis que avançou a ciência das letras como plataforma à ideologia dos timúridas; a partir disso, soberanos túrquicos e persas buscaram competir por títulos como "Senhor das Letras" (sahib huruf), conforme uma codificação cósmica e matemática do nome. Essa linha argumentativa se proliferou até ao século XVI em documentos governamentais e crônicas imperiais, quando buscavam se afirmar também como "Polo dos Polos" (quṭb al-aqṭāb) Oculto e Manifesto, ou como o Salomão ou Alexandre da era.
O matemático e historiador timúrida Sharaf al-Din Ali Yazdi foi seu aluno e amigo mais próximo, partilhando de seu projeto ocultista-científico. Foi professor também do poeta Kātibī Turshīzī. A aplicação da teoria de Ibn Turka à história por Yazdi inaugurou uma historiografia de paradigma neopitagórico.
Sua teoria foi adotada por Jalal al-Din Davani (1426/7–1502), um iluminacionista e ideólogo imperial do Aq Qoyunlu. O letrismo ibnturkiano também foi absorvido como uma ciência suprema por Mir Damad (1561–1631/1632), jurista chefe e filósofo imperial.

## Obras
Escreveu 44 ou 45 livros, além de outros escritos, como um livro de poesia e um corpo de correspondências. Suas obras letristas em persa foram best-sellers no Persianato, da Índia à Anatólia. A obra central de Ibn Turka foi o Livro dos Inquéritos, considerada a primeira suma de neopitagorismo islâmico, em que reformula a doutrina dos Irmãos da Pureza conforme o letrismo akbariano. Dentre outras, incluem-se:
- R. Ḥurūf ("Sobre as Letras") – seu primeiro tratado letrista, dedicado a Xaruque no início do século XV.
- Tamhīd al-Qawāʿid ("Clarificando os Princípios") – um comentário que realizou à obra de seu avô Qawāʿid al- tawḥīd ("Princípios da Unidade Divina"), contendo uma síntese de pensamento akbariano, avicenista e surauardiano e considerado uma parte integrante do currículo acadêmico xiita até atualmente.
- Al-Risāla al-Bā'iyya ("Sobre a Letra B" ) – escrito a uma pergunta de um colega sobre o porquê de o Corão iniciar com a letra B.[14]

- Munāẓara-yi bazm u razm ("Debate de Festa e Luta") – escrito entre 1422-26, um espelho para príncipes letrista e romance filosófico dedicado a Baysunghur
- Anjām, yā Taṣavvuf va ḥurūf ("A Conclusão; ou, Sufismo versus Letrismo"), 1425.[2]
- Suʾl al-mulūk ("Consulta de Reis") – um tratado de letrismo aplicado escrito em 1433.
- Kitab al-Manāhij ("Livro de Métodos") – um manual de lógica escrito nos últimos anos de vida ao seu filho Maomé.